# 石羊桥东路街道
石东路街道是中国内蒙古自治区呼和浩特市玉泉区下辖的一个街道。

## 行政区划
石东路街道下辖三里营西社区、三里营东社区、五里营社区、苁蓉社区、迎春社区。